# ANP32E
ANP32E (англ. Acidic nuclear phosphoprotein 32 family member E) – білок, який кодується однойменним геном, розташованим у людей на короткому плечі 1-ї хромосоми.  Довжина поліпептидного ланцюга білка становить 268 амінокислот, а молекулярна маса — 30 692.
| 10         |  | 20         |  | 30         |  | 40         |  | 50         |
| ---------- |  | ---------- |  | ---------- |  | ---------- |  | ---------- |
| MEMKKKINLE |  | LRNRSPEEVT |  | ELVLDNCLCV |  | NGEIEGLNDT |  | FKELEFLSMA |
| NVELSSLARL |  | PSLNKLRKLE |  | LSDNIISGGL |  | EVLAEKCPNL |  | TYLNLSGNKI |
| KDLSTVEALQ |  | NLKNLKSLDL |  | FNCEITNLED |  | YRESIFELLQ |  | QITYLDGFDQ |
| EDNEAPDSEE |  | EDDEDGDEDD |  | EEEEENEAGP |  | PEGYEEEEEE |  | EEEEDEDEDE |
| DEDEAGSELG |  | EGEEEVGLSY |  | LMKEEIQDEE |  | DDDDYVEEGE |  | EEEEEEEGGL |
| RGEKRKRDAE |  | DDGEEEDD   |  |            |  |            |  |            |

A: Аланін

C: Цистеїн

D: Аспарагінова кислота

E: Глутамінова кислота

F: Фенілаланін

G: Гліцин

I: Ізолейцин

K: Лізин

L: Лейцин

M: Метіонін

N: Аспарагін

P: Пролін

Q: Глутамін

R: Аргінін

S: Серин

T: Треонін

V: Валін

Кодований геном білок за функціями належить до шаперонів, регуляторів хроматину, фосфопротеїнів. 
Задіяний у таких біологічних процесах як ацетиляція, альтернативний сплайсинг. 
Локалізований у цитоплазмі, ядрі.